# Freunnd Happen
Freunnd Happen (Geburts- und Todesdatum unbekannt) aus Meiste (6 km nordöstlich von Rüthen) war Angeklagter während der Hexenverfolgungen in Rüthen in Westfalen.
Freunnd Happen wurde am 19. Juli 1660 von Bürgermeister und Rat der Stadt Rüthen wegen des Verdachtes des Lasters der Zauberei in seinem Haus gefangen genommen und an das Gericht in der Stadt übergeben. Happen wurde im Rüthener Hexenturm gefangen gehalten und gefoltert.
Freunnd Happen trotzte der Folter und schaffte es, keinen Menschen zu denunzieren. Nach zwei Monaten Haft und dreimaliger schwerster Folter wurde Freunnd Happen am 23. September 1660 freigesprochen.
Nachdem der Magistrat des Gerichts in Rüthen für diesen Hexenprozess ein Rechtsgutachten eingeholt hatte, musste Freunnd Happen einen Eid leisten und schriftlich bestätigen, dass er Urfehde schwört und sich an niemandem rächen will, dass er sich „friedlich in der Stille bei seiner Haushaltung [...] halten und andere Gesellschaft zu meiden verpflichtet“. Im Schlussteil der Akte ist sogar davon die Rede, dass er ein „haus bauet“.
Eventuell besteht eine verwandtschaftliche Beziehung zu Ursula Happen aus Langenstraße bei Rüthen, vermutlich vor 1652 als Hexe hingerichtet. Ihr Name findet sich 1652 in den Prozessakten der Witwe Engela Borris des Gogerichts Rüthen.
Von 1573 bis 1659 sind aus dem kleinen Ort Rüthen und im Gogericht Rüthen 169 Hexenprozesse bekannt, darunter gegen Grete Adrian. Dabei sind mindestens 79 Menschen hingerichtet worden. Höhepunkte waren die Jahre 1593–1594 mit 20 und 1652–1654 mit 24 Hinrichtungen.
Am 31. März 2011 beschloss die Stadtvertretung eine sozialethische Rehabilitation der im Bereich der heutigen Stadt Rüthen während des 16. und 17. Jahrhunderts im Rahmen der sogenannten Hexenverfolgungen unschuldig verurteilten und hingerichteten Personen.